# Verliefdheid

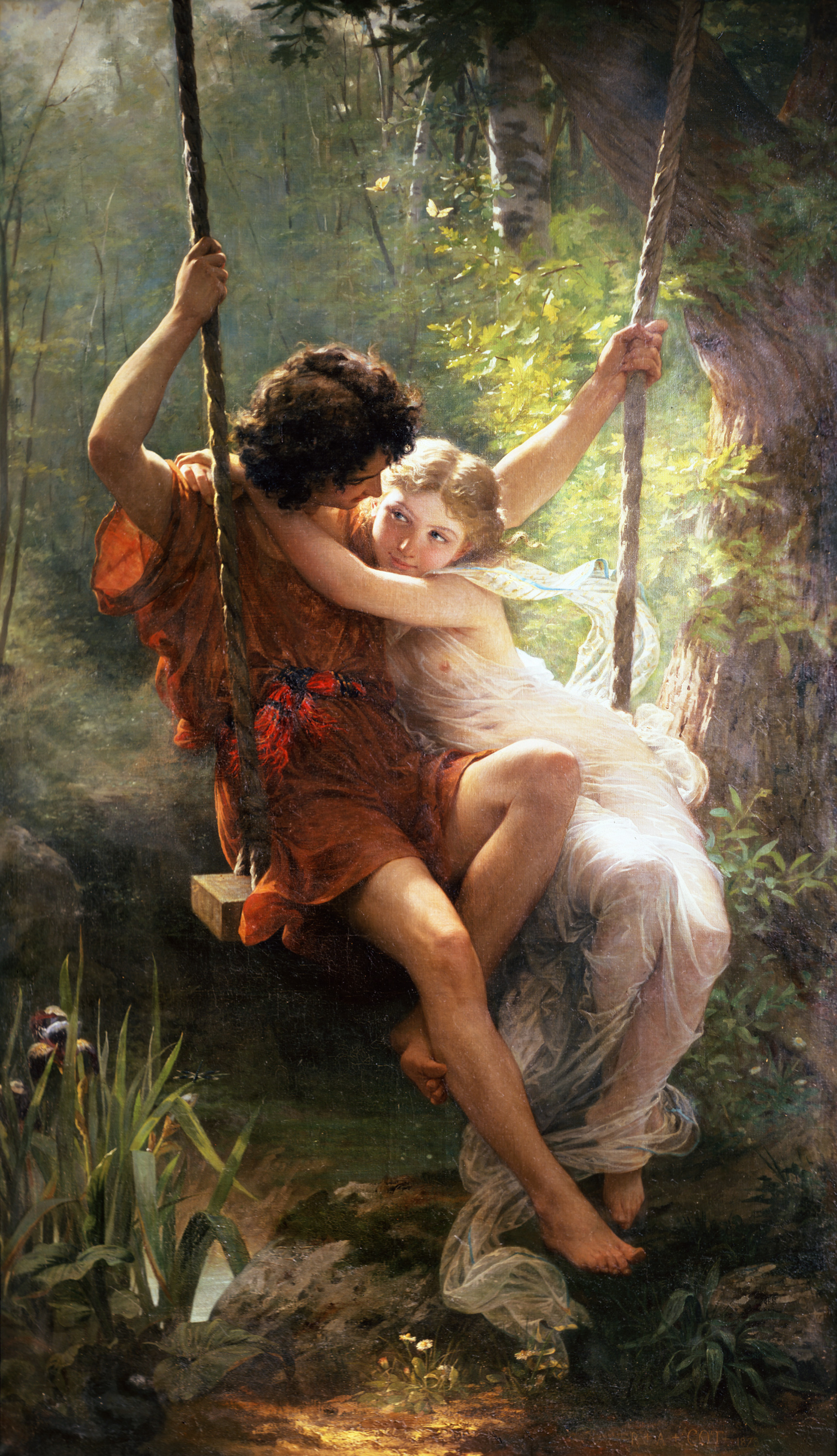
Verliefdheid in 1873 uitgebeeld door Pierre Auguste Cot met het schilderij Le Printemps.

Verliefdheid is een gevoel dat iemand heeft in het begin van een liefdesrelatie of eenzijdig zonder relatie, alhoewel sommigen (vaak levenspartners) het voor de rest van hun relatie ervaren met elkaar. Er worden hormonen en neurotransmitters (onder andere: fenylethylamine, noradrenaline, adrenaline, endorfine, dopamine en oxytocine) in de hersenen aangemaakt als de persoon het doelwit van de verliefdheid ziet. De hormonen die vrijkomen zijn verslavend, waardoor de persoon de geliefde zo vaak mogelijk wil zien. Het is een emotionele reactie, vaak irrationeel en primitief.
Afwijzing door de geliefde kan leiden tot liefdesverdriet. Dit kan ook het geval zijn wanneer men zich realiseert dat de geliefde onbereikbaar is. Wanneer niets met een verliefdheid gedaan wordt is het mogelijk dat het vanzelf weer over gaat. Soms is dit niet het geval en blijft iemand jarenlang verliefd, vaak zonder dat de ander het weet.

## Binnen een relatie
In een beginnende relatie komen zeer sterke verliefdheidsgevoelens voor. Men wil constant samen zijn en heeft alleen maar oog voor elkaar. Een nog prille relatie is te herkennen aan kenmerkend 'verliefd' gedrag in het openbaar zoals hand-in-hand of gearmd lopen, zoenen, etc. De omgeving neemt hier soms aanstoot aan maar meestal is men tolerant: bijna iedereen is weleens verliefd (geweest).
Het gevoel van verliefdheid neemt in een langdurige relatie meestal af. Men zal van het zitten op een roze wolk door een fase gaan waarbij men elkaar beter leert kennen, ook elkaars negatieve aspecten. Door de afname van de verliefdheid worden deze aspecten beter zichtbaar en doet men zelf ook minder moeite de eigen onhebbelijkheden te verbergen. Relaties gaan in die fase ook vaak door een aantal (fikse) ruzies, en sommige relaties overleven deze periode dan ook niet.
Andere dingen nemen nadien de plaats van verliefdheid in, zoals steun, vertrouwdheid, geborgenheid die samen de basis kunnen vormen voor een langdurige liefde.